# Обстрел Николаева кассетными боеприпасами
13 марта 2022 года, во время вторжения России на Украину, Вооруженные силы России обстреляли Николаев кассетными боеприпасами, в результате чего погибли девять мирных жителей.

## Предыстория
Николаев неоднократно обстреливали кассетными боеприпасами, к примеру 7 и 11 марта.

## Жертвы и ущерб
В результате нападения 13 марта 2022 года погибли девять мирных жителей, стоявших в очереди на улице к банкомату. Взрывы также повредили дома и гражданские постройки. Human Rights Watch проанализировала инцидент и установила, что российские силы применяли кассетные боеприпасы «Смерч» и «Ураган» по густонаселенным районам.
После этого россияне продолжили обстреливать Николаев кассетными снарядами также 4 апреля и на этот раз целью оказалась больница.

## Анализ военных преступлений
Из-за изначально неизбирательного характера кассетных боеприпасов Human Rights Watch охарактеризовала их применение в Николаеве как возможное военное преступление России.
Conflict Intelligence Team отмечает по поводу данного обстрела: 

Нужно напомнить, что применение реактивных систем залпового огня и кассетных боеприпасов по жилым кварталам можно расценить как неизбирательное нападение и, соответственно, военное преступление.